# Carnifex
I Carnifex sono un gruppo musicale deathcore statunitense formatosi a San Diego, in California, nel 2005.

## Discografia

### Album in studio
- 2007 - Dead in My Arms
- 2008 - The Diseased and the Poisoned
- 2010 - Hell Chose Me
- 2011 - Until I Feel Nothing
- 2014 - Die Without Hope
- 2016 - Slow Death
- 2019 - World War X
- 2021 - Graveside Confessions

### EP
- 2006 - Love Lies in Ashes
- 2018 - Bury Me in Blasphemy

### Demo
- 2005 - Carnifex

## Formazione

### Formazione attuale
- Scott Ian Lewis - voce (2005-presente)
- Cory Arford - chitarra (2007-presente)
- Jordan Lockrey - chitarra (2013-presente)
- Fred Calderon - basso (2007-presente)
- Shawn Cameron - batteria (2005-presente)

### Ex componenti
- Ryan Gudmonds - chitarra (2007-2012)
- Steve McMahon - basso (2006-2007)
- Travis Whiting - chitarra (2006)
- Rick James - chitarra (2005-2006)
- Kevin Vargas - basso (2005-2006)